# Florence (cratère)
Pour les articles homonymes, voir Florence (homonymie).
Florence est un cratère d'impact à la surface de Vénus. 
Le cratère a ainsi été nommé par l'Union astronomique internationale en 1997 en l'honneur du prénom anglais Florence.  
Son diamètre est de 10,50 km. Il se situe dans la région du quadrangle d'Ix Chel Chasma (quadrangle V-34). 